# Prototypelyntog
 For alternative betydninger, se IC5 (flertydig). (Se også artikler, som begynder med IC5)
Prototypelyntog, også kaldet APO-Lyntoget og IC5, var to lokomotivtrukne fem-vognstogstammer udviklet af DSB i slutningen 1970'erne og sat i drift i starten af 1980'erne. Formålet var at udvikle en ny type tog til landsdelstrafikken, og selv om togene ikke fik en lang karriere hos DSB, dannede erfaringerne med prototypelyntogene grundlag for mange af de ideer, der arbejdedes videre med, da IC3-togene udvikledes.

## Baggrund
I 1972 fejrede DSB 125 års jubilæum. 2 år senere skete der en lang række ændringer. En af de mest markante gjaldt køreplanerne som nu fik faste minuttal hver time, som det kendtes fra S-togene. Den første køreplan af den type blev kendt som K74. Andre ændringer involverede bemalingen af tog, biler mm., og hele den generelle markedsføring af DSB, og indførelsen af designreglementet.
Den sidste ændring skete i 1977, hvor blev det besluttet at afskaffe lyntogene med virkning fra omkring 1980, og i stedet lade InterCitytogene være grundstammen i fjerntrafikken.
Samtidig blev der indført et nyt koncept på materielfronten, de såkaldte "anlægsprojektgrupper", i det daglige benævnt APO. Der blev oprettet flere APO'er, benævnt APO Dieseltraktion, APO Eltraktion, APO S-tog og APO Fjerntog. APO Dieseltraktion og APO Eltraktion endte begge med brugbare resultater (henholdsvis det dieselelektriske litra ME og det rent elektriske litra EA. APO S-tog fik, ligesom APO Fjerntog, kun fremstillet to prototyper (som blev en kraftig inspiration til 3. generations S-togene).

## IC5 fødes
Gruppen APO Fjerntog var, som navnet antyder, ansvarlige for enten at finde en eksisterende brugbar togtype til fjerntrafikken, eller selv at udvikle en. Gruppens medlemmer havde et utal af ideer, herunder afskaffelsen af oplukkelige vinduer og i stedet brug af klimaanlæg, brede overgange mellem vognene (som i øvrigt kun kunne adskilles på værksted) mm. Samtidig erkendte man fra starten, at der var lange udsigter til en afgørelse om dels elektrificeringen af jernbanerne, og dels en fast forbindelse over Storebælt. Derfor skulle de fremtidige fjerntog enten være bygget, således at de kunne fremstilles med enten elektrisk fremdrift eller med diesel fremdrift, eller være beregnet på at være afhængige af et lokomotiv. Samtidig skulle de, af hensyn til hurtig af- og på-rangering i Korsør og Nyborg, kunne holde på ét spor på de kommende Storebæltsfærger (som på daværende tidspunkt var ved at blive bygget, og som kom i drift omkring 1980), hvilket betød at et sæt maks. måtte være 124 meter langt.
Det lykkedes ikke at finde en eksisterende type der var brugbar, og derfor valgte man selv at designe og få bygget to prototypesæt – betegnet IC5 og prototypelyntogene – hvor man tillige kunne afprøve forskellige tekniske løsninger. For nemheds skyld, og på grund af længden, valgte man at lave de nye tog som sæt bestående af fem vogne, hver med en længde på 26,4 meter. Samtidig valgte man, at samarbejde med de to APO'er som beskæftigede sig med henholdsvis dieseltraktion og eltraktion. Årsagen var, at det måtte forventes at de tre APO'ers færdige "produkter" ville komme til at køre meget sammen, og der valgte man et fælles design for vognkassernes profil (form) og førerrummenes udformning.
De to prototyper var færdigdesignede i begyndelsen af 1979, og blev bestilt fra Scandia, med en forventet bygge- og udviklingstid på lige over et år. De skulle dog vise at blive forsinkede, hvilket skyldtes DSB's ledelse. Her havde man nemlig besluttet, at man alligevel ville vente med afskaffelsen af lyntogene. Derfor skulle det nye tog være indrettet som lyntog. Denne udmelding kom så sent, at de to tog var næsten færdigbyggede, og derfor blev forsinket og først kunne levers i starten af 1981.
Efter at de nye tog leveredes, blev de omgående sat i drift for at afsløre eventuelle børnesygdomme. Disse kom man ikke til at vente længe på, for udover at togene blev alt for tunge (260 tons, mod beregnet 220 tons og 210 tons for tilsvarende tog bestående af "normale" vogne), voldte bl.a. det ene sæts klimaanlæg (som også var en prototype) et utal af problemer, og togene var helt afhængige af strøm og luft udefra, hvad der især var besværligt på Storebælt. Der var også problemer med at åbne togets døre, når færgen manøvrerede i havnen. Det skyldtes, at færgens elektrisk drevne bovpropeller og toget forsynedes fra samme elektriske system, men forbrugsprioriteringen medførte, at færgens manøvrering prioriteredes først, og derfor mistede toget el-forsyningen under havnemanøvre. Problemet forstærkedes af, at de fleste passagerer var på vej ind og ud af toget, netop som færgen var i havn.